# Alexander Jagsch

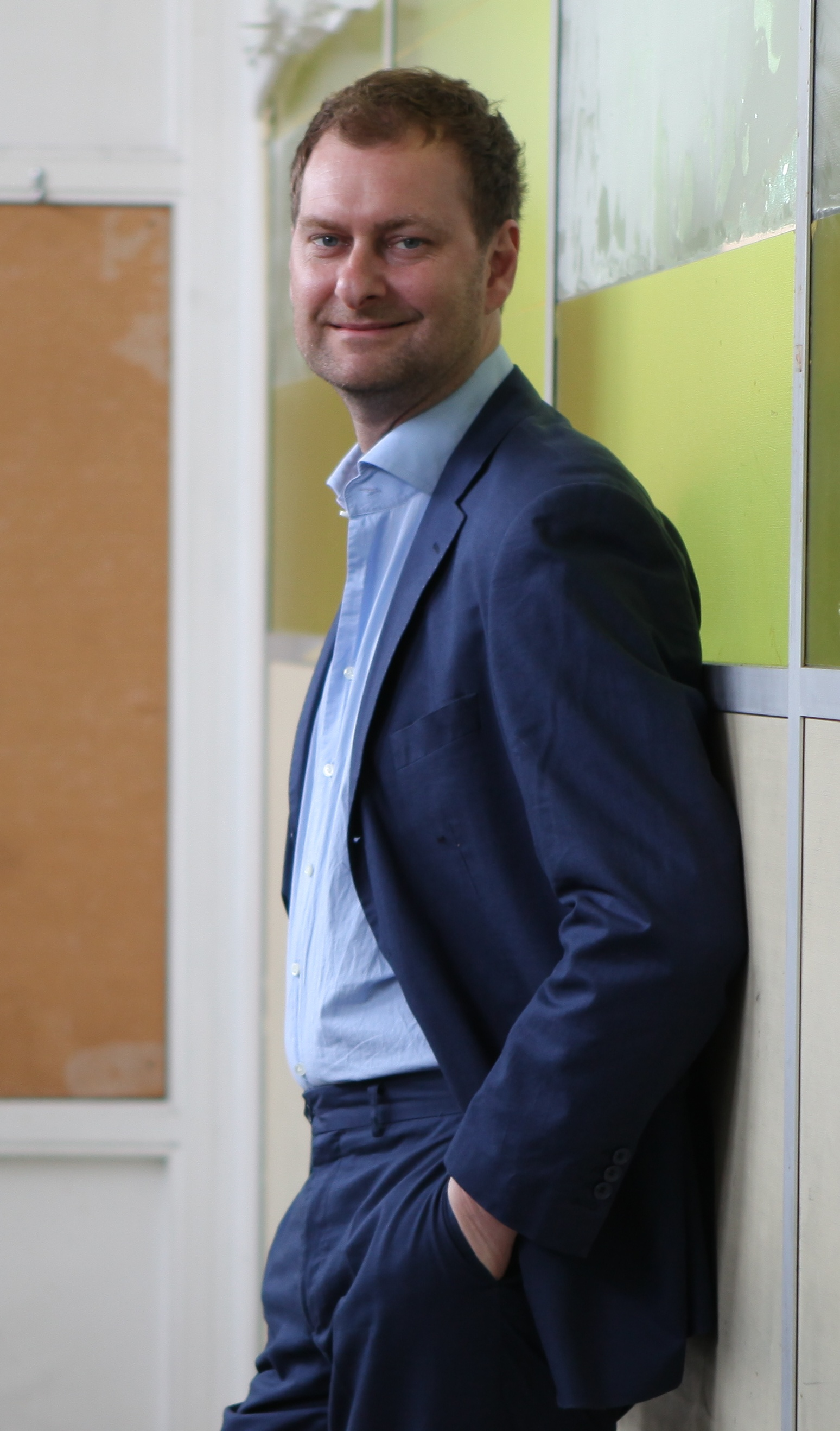
Alexander Jagsch 2011

Alexander Jagsch (* 30. Mai 1970 in Wien) ist ein österreichischer Schauspieler, Autor und Regisseur.

## Leben
Nach seiner Ausbildung von 1990 bis 1993 an der Schauspielschule des Volkstheaters Wien. hatte er sein erstes Engagement in München und kehrte nach einem Jahr wieder nach Österreich zurück, wo er unter anderem am Volkstheater Wien, am Theater in der Josefstadt, den Festspielen Reichenau, dem Landestheater Salzburg, den Schlossspielen Kobersdorf und auch im Musiktheater, wie der Volksoper Wien oder dem Theater an der Wien. Nachdem er für 2 Jahre fixes Ensemblemitglied am Theater Phönix in Linz war, ging er wieder nach Wien zurück, wo er seither lebt und arbeitet.
Bekannt wurde Alexander Jagsch unter anderem durch die Fernsehserien Eine Couch für alle (2010) und Schlawiner (2011–2013). Zudem war er für einige Zeit in einem Werbespot der Supermarktkette Merkur und 2016 als Testimonial von Hutchison-Drei zu sehen.
Mit Szenenwechsel-Ein Stück Beziehung legte Alexander Jagsch 2015 sein erstes Theaterstück vor.
Jagsch ist mit der Schauspielerin Doris Hindinger liiert, sie lernten sich 2001 bei Dreharbeiten zum Film Arabesken um Frosch von Paul Harather kennen.

## Ehrungen und Auszeichnungen
Für seine Darstellung des Leopold im Weissen Rössel bekam er den „Bronzenen Pinter“ verliehen und seine erste Regiearbeit Rechts Um am Theater Phönix wurde mit dem Kulturpreis des Landes Oberösterreich ausgezeichnet.

## Filmografie
- 2003: Grenzen
- 2003: Sitcom Menschenzoo
- 2003: Arabesken um Frosch
- 2004: Kommissar Rex
- 2005: Vier Frauen und ein Todesfall
- 2005: Weihnachtshund
- 2005: Zwei Weihnachtshunde
- 2006: Jump!
- 2006: Herrn Kukas Empfehlungen
- 2006: Novotny & Maroudi
- 2007: Tatort: Familiensache
- 2007: Falco – Verdammt, wir leben noch!
- 2008: Polly Adler (Fernsehserie)
- 2008: Lilly Schönauer: Und dann war es Liebe
- 2008: Kommissar Rex
- 2008: Cameracafé
- 2009: Blutsfreundschaft
- 2009: Brandstifter (Kurzfilm)
- 2009: FC Rückpass
- 2009: Dirty Days
- 2010: Edelweiss: Der verlorene Sohn
- 2010: Eine Couch für alle
- 2010: Das Glück dieser Erde
- 2010: Eine offene Rechnung (The Debt)
- 2010: Schlawiner (Fernsehserie)
- 2011: Die Tänzerin
- 2011: Starhemberg
- 2012: Zweisitzrakete
- 2012: Die kleine Lady
- 2012: Ein guter Mensch
- 2013: Bösterreich
- 2014: Die Detektive
- 2014: Die Bergretter
- 2014, 2021: SOKO Wien (Fernsehserie, zwei Folgen)
- 2014: Tatort – Am Ende des Flurs
- 2014: Die Freischwimmerin
- 2015: Landkrimi – Kreuz des Südens
- 2015: Chucks
- 2015: Altes Geld (Fernsehserie)
- 2015: Der Blunzenkönig
- 2015: Meine fremde Frau
- 2016: Maikäfer flieg
- 2016: Agonie
- 2017: SOKO Kitzbühel: Der Andere
- 2017: Die Migrantigen
- 2018: Die Muse des Mörders
- 2019: Bist du deppert
- 2020: Lovecut
- 2020: Louis van Beethoven (Fernsehfilm)
- 2020: Letzter Wille (Fernsehserie)
- 2021: Sargnagel – Der Film
- 2022: SOKO Linz – Judas (Fernsehserie)
- 2024: Beasts Like Us (Fernsehserie)
- 2024: Ei koskaan yksin
- 2025: SOKO Donau/SOKO Wien (Fernsehserie, Folge: Das Schweigen der Gartenzwerge)

## Theater (Auswahl)
- 2008: Sonny Boys, R: Michael Schottenberg, Volkstheater Wien
- 2008: Der Floh im Ohr, R: Ulrike Jackwerth, Schlossspiele Kobersdorf
- 2009: Umsonst!, R: Michael Schottenberg, Volkstheater Wien
- 2009: Barfuss im Park, R: Viktoria Schubert, Filmhof Weinviertel
- 2010: Außer Kontrolle, R: Viktoria Schubert, Volkstheater Wien
- 2011: Eigentlich sollte ich fünf mal die Woche, R: Andreas Erstling, Theater an der Gumpendorfer Straße, Wien
- 2011: Der Färber und sein Zwillingsbruder, R: Vicki Schubert, Volkstheater Wien
- 2012: Was Ihr Wollt, R: Werner Prinz, Schlossspiele Kobersdorf
- 2013/2014: Der Hofnarr, R: Vicki Schubert, deutschsprachige Uraufführung, Koproduktion von Metropol Wien/Filmhof Weinviertel
- 2013: Letzter Aufruf Jedermann, R.: Christian Himmelbauer
- 2013/2014: Die Mausefalle, R: Folke Brabant, Wiener Kammerspiele/Theater in der Josefstadt
- 2014: Erben für Anfänger, R: Margit Mezgolich, Herrenseetheater Litschau
- 2014/2015: Die Mausefalle, R: Folke Braband, Wiener Kammerspiele/Theater in der Josefstadt
- 2015: Gefährliche Liebschaften, R: Alexander Pschill, Galerie Im Ersten
- 2015: Komödie der Irrungen, R: Henry Mason, Salzburger Festspiele
- 2015: Szenenwechsel-Ein Stück Beziehung, R: Alexander Hauer, Wachau in Echtzeit
- 2018: Arsen und Spitzenhäubchen, R: Werner Prinz, Schloss-Spiele Kobersdorf